# بخش لندوندری (شهرستان گرنزی، اوهایو)
بخش لندوندری (به انگلیسی: Londonderry Township) یک منطقهٔ مسکونی در ایالات متحده آمریکا است که در شهرستان گرنزی، اوهایو واقع شده‌است.
 بخش لندوندری ۹۴٫۲ کیلومتر مربع مساحت و ۷۲۷ نفر جمعیت دارد و ۲۶۷ متر بالاتر از سطح دریا واقع شده‌است.